# جائزة بريطانيا الكبرى للدراجات النارية 2000
جائزة بريطانيا الكبرى للدراجات النارية 2000 هو سباق دراجات نارية أقيم بتاريخ 9 يوليو 2000 في دونينجتون بارك. كان الجولة التاسعة من أصل 16 في سباق الجائزة الكبرى للدراجات النارية موسم 2000. فاز الإيطالي فالنتينو روسي بفئة 500 سي سي بينما جاء الأمريكي كيني روبرتس جونيور في المركز الثاني وحصل على المركز الثالث البريطاني جيريمي ماك وليامز.

## وصلات خارجية
- الموقع الرسمي